# Kings County, Prince Edward Island
Kings County är ett county i Kanada.   Det ligger i provinsen Prince Edward Island, i den östra delen av landet, 1 000 km öster om huvudstaden Ottawa.
Omgivningarna runt Kings County är en mosaik av jordbruksmark och naturlig växtlighet. Runt Kings County är det mycket glesbefolkat, med 5 invånare per kvadratkilometer.